# Vatica scortechinii
Vatica scortechinii är en tvåhjärtbladig växtart som först beskrevs av George King, och fick sitt nu gällande namn av Ridley. Vatica scortechinii ingår i släktet Vatica och familjen Dipterocarpaceae. Inga underarter finns listade i Catalogue of Life.